# Marguerite de La Rocque
Marguerite de La Rocque de Roberval (fl. 1515-1542) è stata una nobildonna francese, che trascorse alcuni anni abbandonata sull'Isola dei Demoni durante il suo viaggio verso la Nuova Francia (Quebec).
Divenne famosa dopo il suo successivo salvataggio e ritorno in Francia; la sua storia è stata raccontata nell'Heptaméron dalla regina Margherita di Navarra, e nelle storie successive da François de Belleforest e André Thevet. La sua storia è stata raccontata molte volte dal 1560 in poi.

## Biografia
Il luogo e la data di nascita di Marguerite de La Rocque sono sconosciuti, ma i documenti attestano la sua dichiarazione di fedeltà e omaggio nel 1536 per le sue terre in Périgord e Languedoca. Fu co-signora di Pontpoint, con il parente Jean-François de La Rocque de Roberval, un nobile corsaro favorito di Francesco I di Francia. La relazione esatta tra loro rimane poco chiara. André Thevet affermò che Roberval era suo zio, mentre François de Belleforest indicò che erano fratello e sorella. La storica Elizabeth Boyer suggerì che erano in realtà cugini.

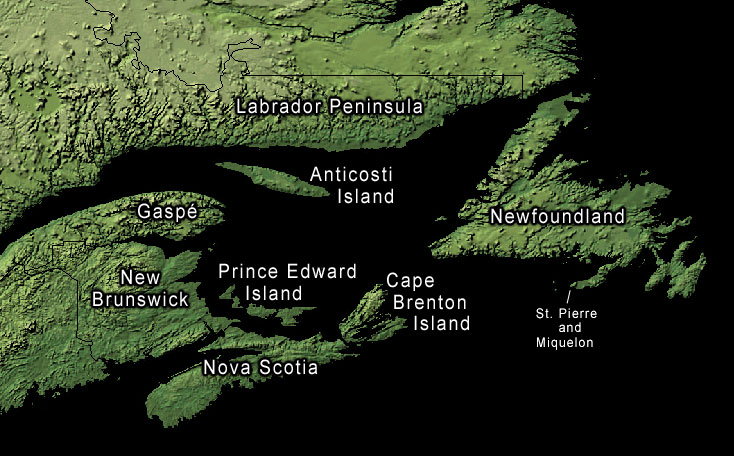
Il Golfo di San Lorenzo.

L'Isola dei Demoni è presumibilmente al largo della costa orientale del Quebec, in un'area conosciuta come Lower North Shore.cale indica che l'isola è ora conosciuta come Harrington Harbour. Questo è dettagliato nell'opera di Elizabeth Boyer.
Nel 1541 Roberval fu nominato Luogotenente Generale della Nuova Francia, e l'anno successivo partì per il Nuovo Mondo, accompagnato da Marguerite, che era ancora giovane e nubile. Durante il viaggio, divenne l'amante di un giovane. Scontento delle azioni della sua giovane parente, Roberval lasciò Marguerite sull'Isola dei Demoni. Anche se forse motivato dalla sua forte morale calvinista, è probabile che fosse anche guidato dall'avidità finanziaria, dal momento che i suoi debiti erano alti, e la morte di Marguerite sarebbe andata a suo vantaggio. Furono abbandonati anche l'amante di Marguerite e la sua serva Damienne. Nell'Heptaméron, la regina di Navarra afferma che l'amante fu lasciato per primo e Marguerite decise di seguirlo; Thevet afferma che il giovane nuotò per raggiungere Marguerite.
L'amante di Marguerite è intenzionalmente non identificato nelle prime storie; pur presentato nell'opera della Regina di Navarra come manovale, questo serviva a nascondere la sua identità, preservando la reputazione della sua famiglia aristocratica.
Sebbene sia improbabile che fosse incinta quando fu abbandonata per la prima volta, Marguerite diede alla luce un bambino mentre era sull'isola. Il bambino morì, così come il giovane e la serva. È possibile che il bambino sia morto a causa della mancanza di latte, poiché la dieta di Marguerite è povera. Marguerite sopravvisse cacciando animali selvatici e alcuni anni dopo fu salvata dai pescatori baschi.
L'Isola dei Demoni (o degli spiriti) fa parte di un gruppo in seguito conosciuto come Isles de la Demoiselle, presumibilmente come riferimento a Marguerite (il francese demoiselle significa "giovane signora"); in particolare, si crede che l'isola sia quella ora conosciuta come Caribou Island, al largo del fiume Saint Paul.
Tornata in Francia dopo il suo salvataggio, Marguerite raggiunse una certa celebrità quando la sua storia divenne nota. Divenne maestra e si stabilì a Nontron, vivendo a Chateau de La Mothe. Non c'è traccia di alcuna azione o accusa da lei intentata contro Roberval. La data e il luogo della sua morte non sono noti. Roberval morì nel 1560.

## Rappresentazioni letterarie
La storia di Marguerite fu registrata per la prima volta dalla regina Margherita di Navarra nella sua opera Heptaméron (pubblicata postuma nel 1558), nelle Histoires tragiques di François de Belleforest (5° volume, 1570) e, più tardi, nella Cosmographie di André Thevet. Il racconto delle avventure di Marguerite, da parte della Regina di Navarra, era un racconto romantico, basato su informazioni fornite dal "Capitano Roberval"; Thevet, che affermò di aver parlato con la stessa Marguerite, offrì dettagli più precisi, descrivendo il viaggio, i coloni a bordo delle navi e la posizione dell'Isola dei Demoni. I confronti tra i testi mostrano che Thevet aveva, almeno, familiarità con i precedenti resoconti della regina e di de Belleforest.
Oltre ai suoi primi cronisti, la storia di Marguerite de la Rocque ha fornito ispirazione a diversi scrittori moderni. Uno dei primi fu George Martin, nato in Irlanda e residente a Montreal, che nel 1887 pubblicò un lungo poema narrativo intitolato “The Legend of Marguerite”. Martin è ora poco conosciuto, ma a quanto pare era un amico di Charles Heavysege, ed è stato menzionato da David James O'Donoghue come «uno dei principali poeti del Canada».. Nel 1949 Dinah Silveira de Queiroz pubblicò Margarida La Rocque: a ilha do demônios, ispirato alla Cosmografia di Thevet; il romanzo brasiliano è stato tradotto in spagnolo e francese. Nel 1960, George Woodcock compose una commedia in versi per la CBC Radio intitolata The Island of Demons. Nel 1975, la storica Elizabeth Boyer scrisse il romanzo Marguerite de la Roque: A Story of Survival; e nel 1983, A Colony of One: The History of a Brave Woman. Nel 1995, Donald Wilson Stanley Ryan ha ripubblicato The Legend of Marguerite di George Martin, oltre un secolo dopo la sua apparizione, aggiungendo un'introduzione esplicativa per l'edizione Breakwater Books. Il romanzo di Charles Goulet è intitolato The Isle of Demons (2000), e Joan Elizabeth Goodman ha scritto un romanzo per giovani adulti nel 2002, intitolato Paradise. Nel 2003, Douglas Glover ha pubblicato Elle: A Novel, che ha vinto il premio per il libro del Governatore generale di quell'anno. Robert Chafe ha scritto un'opera teatrale bilingue Isle of Demons, prodotta per la prima volta nel 2004. Il poeta canadese B.P. Nichol la dipinse nella sua poesia "lament". La scrittrice britannica Sara Maitland discusse la storia in A Book of Silence (2008) e in un racconto, "The Tale of the Valiant Demoiselle", in Far North and Other Dark Tales (2008). La Maitland, uno dei pochi non canadesi a riprendere il racconto, cita anche un poema narrativo del 1916 di Isabel Mackay. Sempre nel 2008, Annamarie Beckel ha scritto Silence of Stone (Breakwater Books), un romanzo che alterna Marguerite sull'isola e Marguerite come maestra. Nel 2016, Theatre Passe Muraille ha prodotto un'opera teatrale intitolata Elle (She), un adattamento di Severn Thompson del romanzo di Glover.

## Nei media popolari
- La storia dell'abbandono di Marguerite sull'Isola dei Demoni è stata oggetto di un episodio della serie televisiva tratta da Heritage Theatre di Pierre Berton, trasmessa dalla CBC nel 1986/1987. Marguerite è stata interpretata da Terri Hawkes e la serie è stata scritta da Lister Sinclair e diretta da Nigel Napier-Andrews.
- L'affermazione che Marguerite e i fantasmi del suo amante infestano ancora l'isola di Quirpon è stata fatta in un episodio di Creepy Canada.[18]
- The Once (2009): Marguerite, eseguita allo "Ship Pub", nella città canadese di San Giovanni di Terranova.[19]
- Aengus Finnan (1999): The Ballad of Marguerite de la Roche, dall'album Fool’s Gold.[20]